# Niltava sumatrana
El papamoscas de Sumatra (Niltava sumatrana) es una especie de ave paseriforme de la familia Muscicapidae endémica de Sumatra y la península malaya. 

## Distribución y hábitat
Se encuentra únicamente en las montañas de la isla de Sumatra y el sur de la península malaya. Su hábitat natural son los bosques húmedos tropicales de montaña.